# Tommy Tedesco
Thomas J. Tedesco (3 de julio de 1930 – 10 de noviembre de 1997) fue un guitarrista estadounidense que desarrolló buena parte de su carrera como músico de estudio en Los Ángeles. Formó parte del colectivo de músicos de sesión conocido como The Wrecking Crew, con quienes realizó centenares de grabaciones durante los años 60 y 70, incluidos numerosos éxitos Top 40.
Así mismo realizó numerosas grabaciones para bandas sonoras de televisión, entre las que destacan las sintonías de series como Bonanza, The Twilight Zone, M*A*S*H, Batman o el especial Elvis Presley's '68 Comeback Special.

## Biografía
Nacido en Niagara Falls (Nueva York), Tedesco se instaló desde los años 60 en la Costa Oeste de Estados Unidos para dedicarse profesionalmente a la música. Aunque fue principalmente intérprete de guitarra, también destacó en el manejo de la mandolina, el ukulele o el sitar, junto a una veintena de instrumentos de cuerda. 
Tedesco fue descrito por la revista Guitar Player como uno de los guitarristas más prolíficos de la historia, habiendo participado en miles de grabaciones, muchas de ellas con gran éxito comercial. Entre los artistas para los que trabajó, se encuentran nombres como the Beach Boys, the Mamas & the Papas, the Everly Brothers, the Association, Barbra Streisand, Jan and Dean, the 5th Dimension, Elvis Presley, Sam Cooke, Ella Fitzgerald, Frank Zappa, Ricky Nelson, Cher, Nancy y Frank Sinatra así como en el clásico de Richard Harris, "MacArthur Park". También trabajó con  Jack Nitzsche en "The Lonely Surfer", con Wayne Newton en "Danke Schoen", con the Ronettes en "Be My Baby" Tedesco escribió regularmente una columna en la revista Guitar Player donde narraba su día a día grabando música para películas, series y álbumes, los retos que le planteaba su trabajo y cómo les daba solución, el equipo que usaba o el dinero que podía ingresar.
Entre las numerosas grabaciones que realizó para bandas sonoras de películas destacan The French Connection, The Godfather, Jaws, The Deer Hunter, Field of Dreams o Gloria. Participó como guitarrista del elenco original de The Rocky Horror Show y realizó el solo que abre la banda sonora de la película de Howard Hawks y John Wayne, Rio Lobo. También apareció acreditado como músico de sesión para la sintonía de la serie de dibujos animados The Ant and the Aardvark (1968–1971).
Como solista, Tedesco grabó una serie de álbumes de jazz, aunque su carrera se vio truncada en 1992 al sufrir un infarto que le produjo una parálisis parcial. Al año siguiente publicó su autobiografía; Confessions of a Guitar Player.
Tedesco falleció de cáncer en 1997, a los 67 años de edad, en Northridge, California. Su hijo, Denny Tedesco, dirigió en 2008 el documental The Wrecking Crew, donde incluyó entrevistas a su padre, así como a numerosos músicos de sesión de Los Ángeles.

## Discografía

### Como líder
- The Electric Twelve-String Guitar (Imperial Records, 1964)
- The Guitars of Tommy Tedesco (Imperial Records, 1965)
- Calypso Soul (Imperial Records, 1966)
- When Do We Start (Discovery, 1978)
- Autumn (Trend, 1978)
- Alone At Last (Trend, 1979)
- My Desiree (Discovery, 1981)
- Carnival Time (Trend/Discovery, 1983)
- Hollywood Gypsy (Discovery, 1986)
- Tommy Tedesco Performs Roumanis' Jazz Rhapsody for Guitar & Orchestra (Capri, 1992)[5]

### Como músico de sesión
Con Chet Baker
- Blood, Chet and Tears (Verve, 1970)

Con Bobby Darin
- Venice Blue (Capitol Records, 1965)

Con Sam Cooke
- Twistin' the Night Away (RCA Victor, 1962)
- Mr. Soul (RCA Victor, 1963)

Con Peggy Lee
- Mirrors (A&M Records, 1975)

Con Johnny Rivers
- Changes (Imperial Records, 1966)

Con Richard Harris
- A Tramp Shining (Dunhill Records, 1968)

Con Al Kooper
- Easy Does It (Columbia Records, 1970)

Con Michael Nesmith
- The Wichita Train Whistle Sings (Dot Records, 1968)

Con Paul Anka
- The Music Man (United Artists Records, 1977)

Con Neil Diamond
- Serenade (Columbia Records, 1974)

Con Billy Preston
- Greazee Soul (Soul City Records, 1963)

Con Van Dyke Parks
- Song Cycle (Warner Bros. Records, 1967)

Con Michael Franks
- Michael Franks (Brut, 1973)

Con Don Ellis
- Haiku (MPS, 1974)

Con Minnie Riperton
- Stay in Love (Epic Records, 1977)

Con Maria Muldaur
- Waitress in the Donut Shop (Reprise Records, 1974)

Con Leon Russell
- Looking Back (Olympic Records, 1973)

Con Aretha Franklin
- Laughing on the Outside (Columbia Records, 1963)

Con Art Garfunkel
- Angel Clare (Columbia Records, 1973)

Con J. J. Cale
- Shades (Island Records, 1981)

Con Quincy Jones
- The Hot Rock OST (Prophesy, 1972)

Con Stephen Bishop
- Careless (ABC Records, 1976)

Con Kenny Loggins
- Celebrate Me Home (Columbia Records, 1977)

Con Jack Nitzsche
- Heart Beat  (Capitol, 1980)

Con Sarah Vaughan
- Sarah Vaughan with Michel Legrand (Mainstream Records, 1972)

Con Lalo Schifrin
- The Cincinnati Kid (MGM, 1965)
- Music from Mission: Impossible (Dot, 1967)
- More Mission: Impossible (Paramount, 1968)
- Mannix (Paramount, 1968)
- The Fox (soundtrack) (MGM, 1968)
- Che! (Tetragrammaton, 1969)
- Kelly's Heroes (soundtrack) (MGM, 1970)
- Enter the Dragon (Warner Bros., 1973)
- Gloria (Columbia, 1980)[6]

Con Randy Newman
- Randy Newman (Reprise Records, 1968)

Con Hugh Masekela
- Herb Alpert / Hugh Masekela (Horizon, 1978)

Con Linda Ronstadt
- What's New (Asylum Records, 1983)

Con Joan Baez
- Gracias a la Vida (A&M Records, 1974)